# Agatângelo
Imagem de Agatângelo na parede da igreja apostólica armênia da Santa Transfiguração em Moscou
Agatângelo (em armênio antigo: Ագաթանգեղոս; Agatʿangełos; em grego clássico: Ἀγαθάγγελος; romaniz.: Agathángelos; “portador de boas novas”), c. século V d.C.) é o pseudônimo do autor de uma Vida do primeiro apóstolo da Armênia, Gregório, o Iluminador, que morreu por volta de 332. A história atribuída a Agatângelo é a principal fonte para a cristianização da Armênia no início do século IV.

## Biografia
A versão “padrão” da história de Agatângelo aceita na tradição armênia data da segunda metade do século V. Essa versão foi logo traduzida para o grego; com base nessa tradução grega, foi feita uma tradução para o árabe, bem como muitas versões secundárias em grego, latim e etíope. Outra versão armênia anterior da história, agora perdida, serviu de base para duas traduções gregas, duas árabes e uma tradução garshuni, um sistema de transcrição do idioma árabe que utiliza as letras do alfabeto siríaco. O manuscrito mais antigo que sobreviveu contendo o texto de Agatângelo é um palimpsesto mantido na biblioteca mequitarista em Viena; o texto original no palimpsesto data de antes do século X. Outros fragmentos são datados do século X e dos séculos posteriores. Os manuscritos mais antigos que contêm a história completa de Agatângelo datam dos séculos XII e XIII.
Ele afirma ser um secretário de Tirídates III, rei da Armênia, no início do século IV, mas a Vida não foi escrita antes do século V. Ela pretende exibir os feitos e discursos de Gregório e chegou até nós em armênio, grego, georgiano, siríaco, etíope, latim e árabe.  O texto dessa história foi consideravelmente alterado, mas sempre foi muito apreciado pelos armênios. Alfred von Gutschmid sustenta que o autor desconhecido recorreu a uma vida genuína de São Gregório e do martírio de Santa Ripsima e seus companheiros. Os fatos históricos estão misturados nessa vida com adições lendárias ou incertas, e o todo é tecido em uma certa unidade pelo narrador, que pode ter assumido seu nome significativo por sua qualidade de narrador das “boas novas” da conversão da Armênia. Foi traduzido para vários idiomas, e traduções gregas e latinas são encontradas no Acta Sanctorum Bollandistarum, tomo viii.